# تقارن سی‌پی‌تی
تقارن سی‌پی‌تی تقارن بنیادی قوانین فیزیک تحت تبدیلات همزمان درهم‌ریختن بار (C)، تبدیل توازن (P) و معکوس‌پذیری زمانی (T) است. سی‌پی‌تی تنها ترکیب C، P و T است که دقیقاً همان تقارن مشاهده شده طبیعت در سطح بنیادین است.
نظریه سی‌پی‌تی بیان می‌کند که تقارن سی‌پی‌تی در تمام پدیده‌های فیزیکی وجود دارد.